# Nomingia gobiensis
Nomingia gobiensis es la única especie conocida del género extinto  Nomingia de dinosaurio terópodo cenagnátido, que vivió a finales del período Cretácico, hace aproximadamente 70 millones de años, en el Campaniense, en lo que hoy es Asia.

## Descubrimiento y etimología

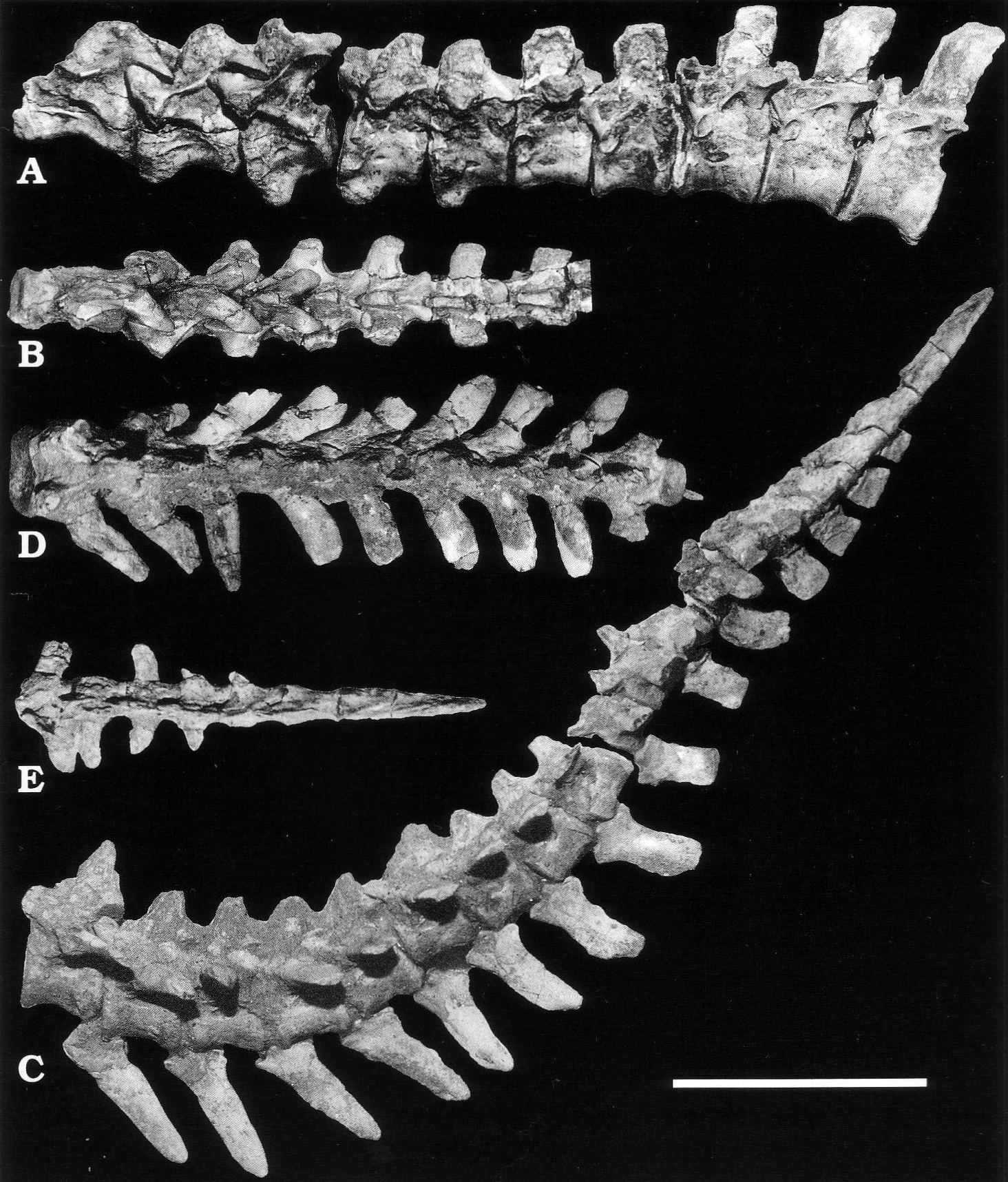
Vértebras y cola del espécimen holotipo

Conocido por una serie vertebral, la cintuta pélvica y el tibiotarso izquierdo provenientes del Lecho de Bugin Tsav, en Trans-Altái Gobi, Mongolia. Descrito en el año 2000 por Barsbold et al. La etimología del nombre binomial refiere a la localización en donde los fósiles fueron encontrados, Nomingiin Gobi, una parte próxima del desierto de Gobi, que en sí mismo se menciona en el epíteto específico. El holotipo GIN 100/119, se encontraron en 1994 en capas de Nemegt Svita, que datan del Maastrichtiense .

## Descripción

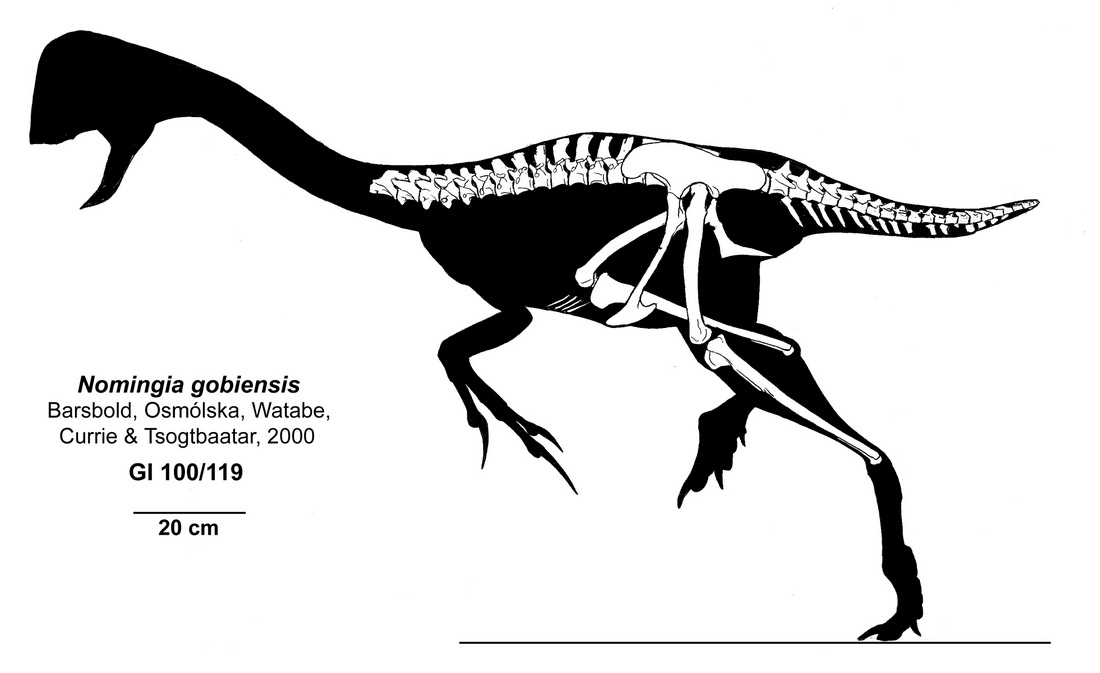
Diagrama mostrando los elementos conocidos.

Nomingia es un oviraptorosaurio de tamaño mediano, que Gregory S. Paul estimó que tenía 1,7 metros de largo y 20 kilogramos de peso. Nomingia es el primer dinosaurio con pigóstilo (un hueso creado a partir de las fusión de las vértebras caudales distales, como en las aves). Barsbold et al. propusieron que probablemente soportara una vela de plumas como Caudipteryx. Un hueso de similar estructura solo se conocía en las aves antes del descubrimiento de este fósil. Como otros cenagnátidos, como Chirostenotes, N. gobiensis poseía mandíbulas con picos y probablemente una cresta usada para exhibición, fue un dinosaurio bípedo que media alrededor de 1,8 metros de largo. Barsbold y col. solo asignó formalmente a Nomingia a Oviraptorosauria más general, aunque consideraron que probablemente era un miembro de Caenagnathidae (=Elmisaurinae). Los análisis cladísticos posteriores han sido contradictorios respecto de a qué subgrupo preciso pertenecía.